# Toponomastica
La toponomastica  è la parte della linguistica che si occupa dell'insieme dei nomi attribuiti alle entità geografiche e si dedica al loro studio per approfondirne le modalità di formazione e diffusione sul piano geografico e storico.

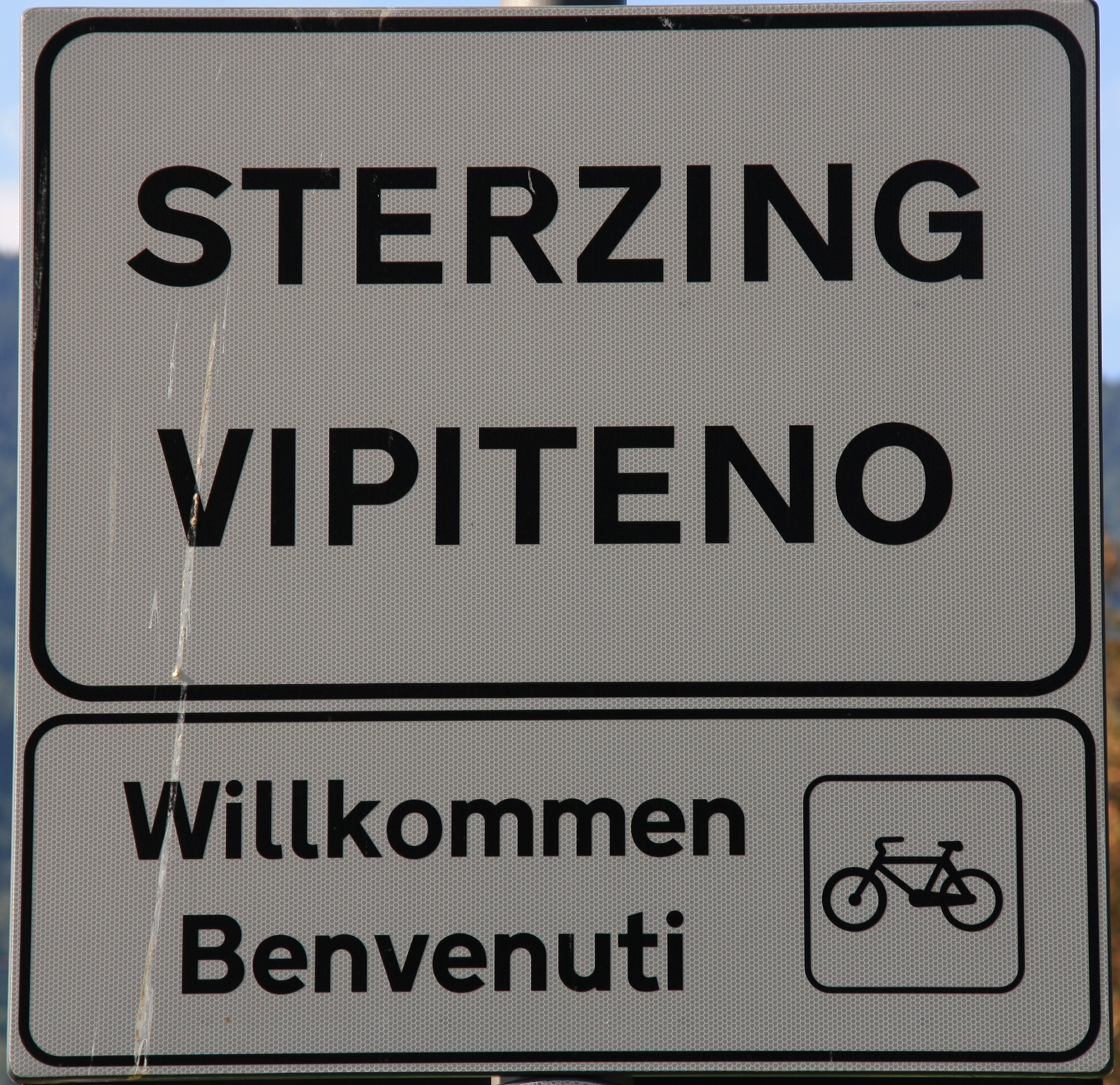
Cartello stradale bilingue - Sterzing/Vipiteno.

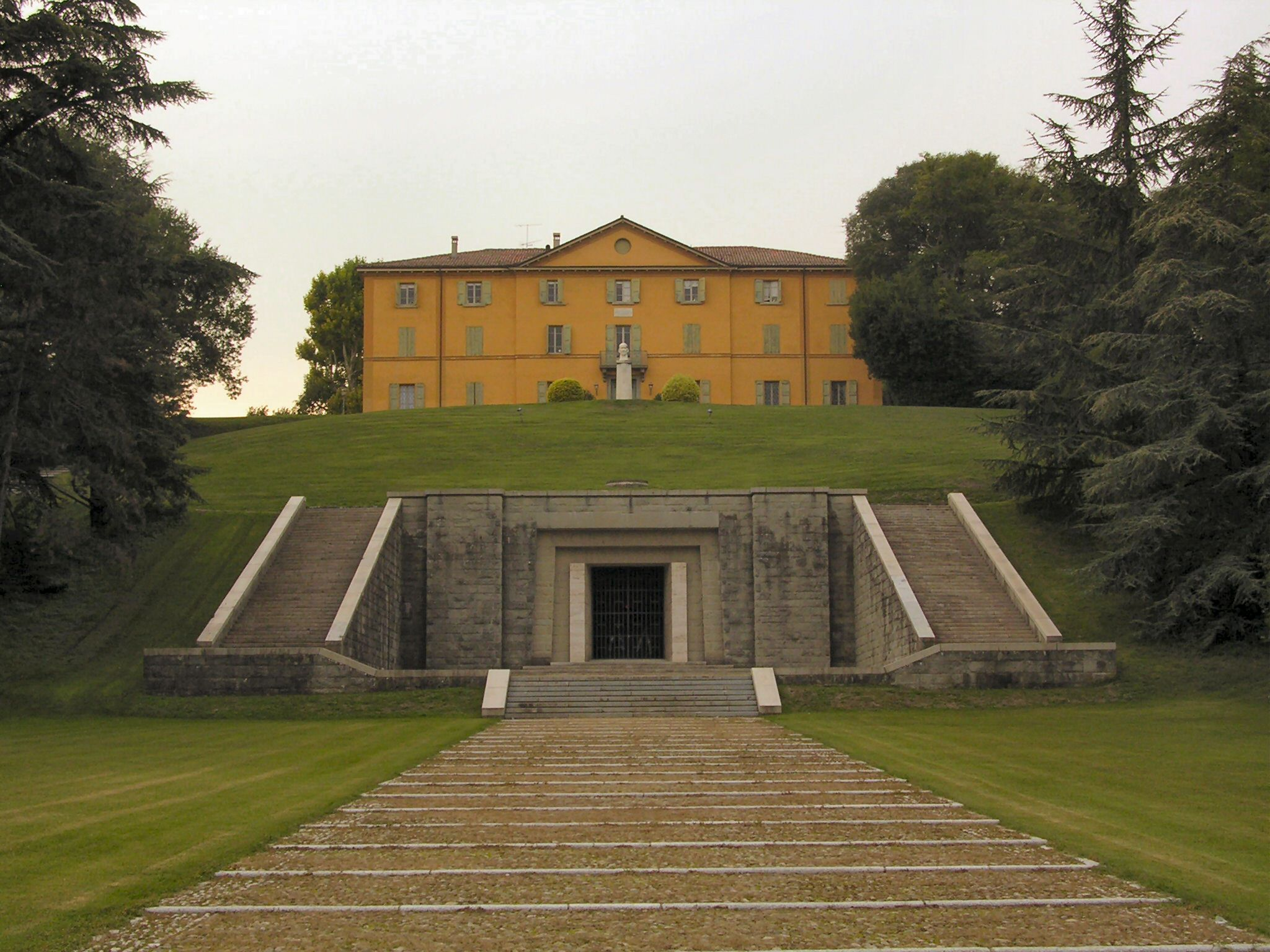
Immagine di Sasso Marconi, così chiamato dal 1938 in onore di Guglielmo Marconi.

## Etimologia
La parola toponomastica deriva dalle parole greche τόπος tópos (luogo) e ὄνομα ónoma (nome). A sua volta la toponomastica fa parte della onomastica.
L'onomastica è lo studio generale dei nomi propri di persona o di luogo partendo dalle lingue e dai dialetti ed è una parte della linguistica che lega storia e geografia.
L'odonomastica è lo studio specifico che riguarda i nomi delle strade e delle vie di comunicazione di una particolare zona o località dal punto di vista della genesi del nome stesso. Molte città, non solo italiane, hanno o hanno avuto spesso studiosi locali che si sono interessati della particolare odonomastica specifica di alcune aree limitate e precise.

## Storia
Anche se è impossibile conoscere con precisione da quando l'uomo abbia iniziato ad attribuire il nome ai luoghi che lo circondavano sembra che i primi ad essere stati individuati in modo diretto siano stati i fiumi e i monti. Secondo il geografo francese Paul Claval questo è avvenuto quando le popolazioni, dopo aver occupato in modo stabile i territori, hanno sentito il bisogno di avere la possibilità di indicare alcune entità geografiche specifiche.

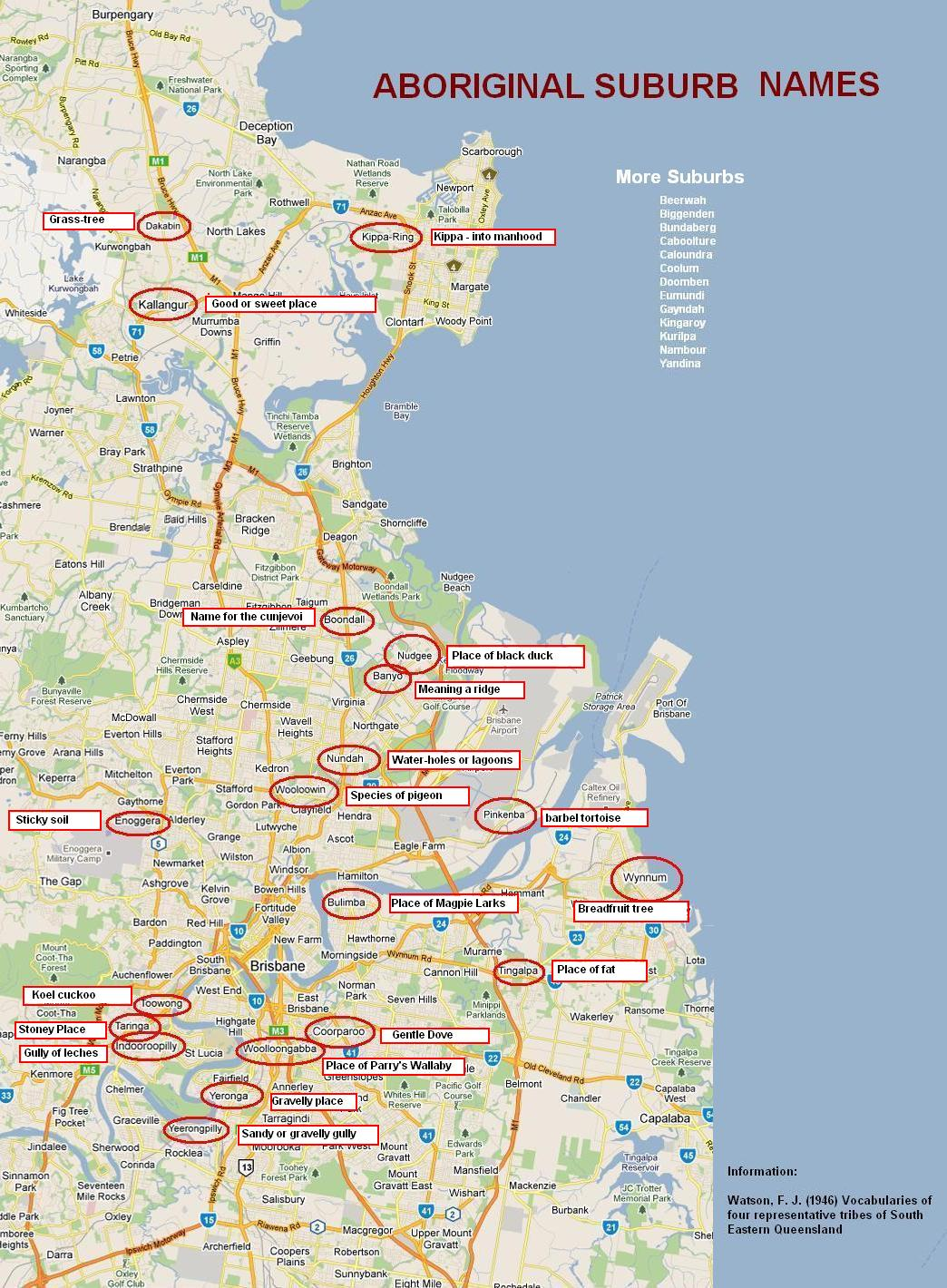
Mappa della zona di Brisbane che mostra i nomi aborigeni.

Lo studio linguistico storico pone l'attenzione sui toponimi perché le radici di questi mantengono informazioni anche attraverso il passaggio dalla lingua che viene abbandonata a quella che ne prende il posto e in assenza di altri dati il nome può essere dunque la testimonianza di lingue e di civiltà completamente estinte. Ciò che ha cessato di esistere ha lasciato cioè tracce nei nomi locali legati ai luoghi abitati (paesi, contrade, vie e attività economiche), alle entità geografiche (vallate, monti, insenature, isole, laghi e mari) ed ai diversi corsi d'acqua (sorgenti, torrenti e fiumi) Nella cultura anglosassone possono rientrare in tale definizione anche particolari zone naturalistiche come prati, radure e boschi. Per alcuni autori è possibile allargare il campo di interesse della toponomastica anche a monasteri, chiese, altri edifici religiosi e comprendendo tra questi anche i siti di sepoltura.

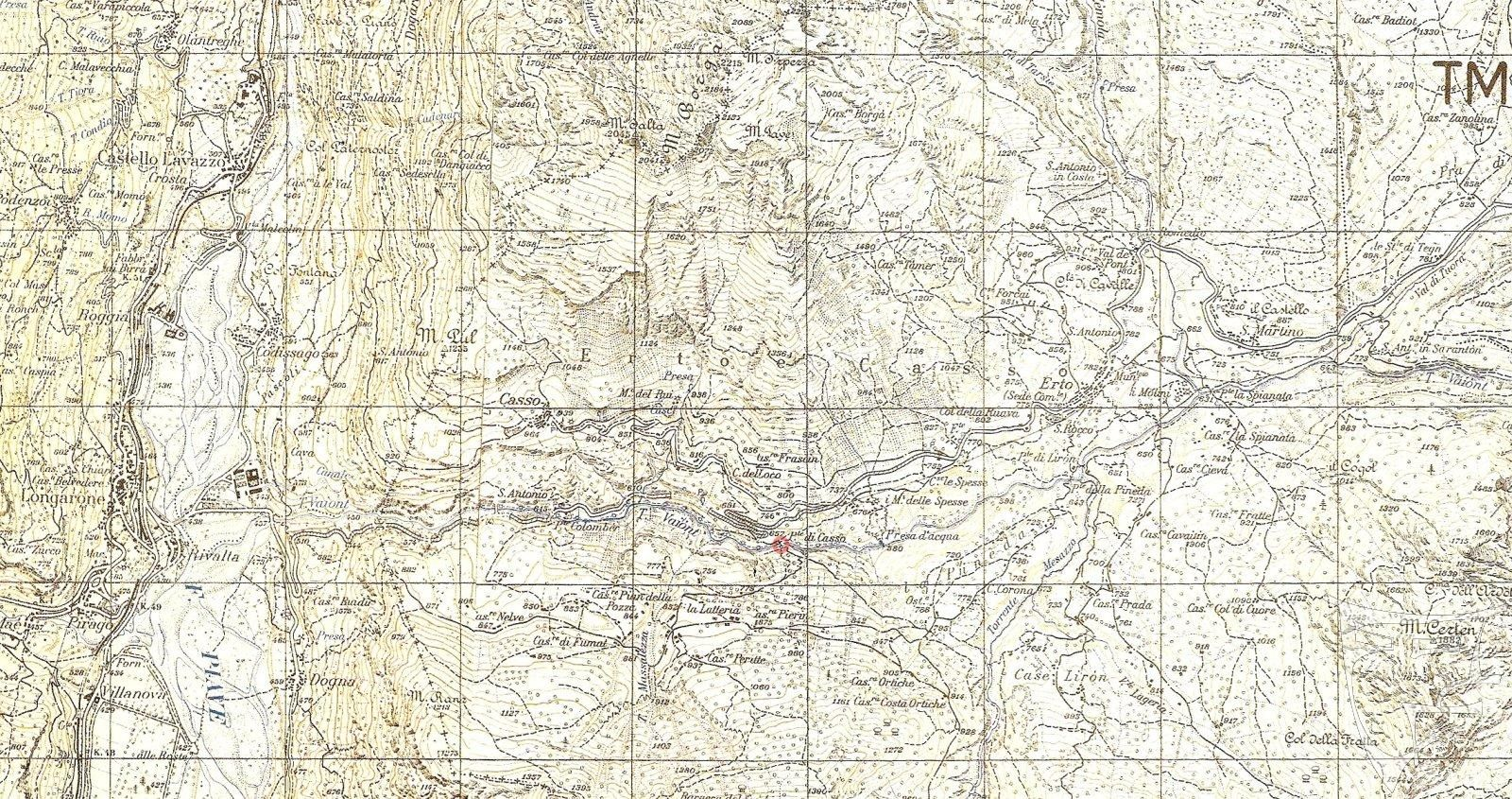
Mappa Vajont IGM 1934

Lo studio toponomastico di un territorio parte dall'individuazione dei toponimi esistenti consultando le fonti disponibili e ricercando i toponimi storici ricavati da catasti, atti notarili, registri parrocchiali e archivi storici.

## La legge italiana
La normativa italiana fa riferimento all'articolo 1 -  Decreto legislativo 300/1999 che richiama la legge 1188/1927. 
Toponomastica stradale e monumenti a personaggi contemporanei 
A decorrere dalla data di nomina del primo governo costituito a seguito delle prime elezioni politiche
successive all'entrata in vigore del Decreto legislativo 300 del 30 luglio 1999, le prefetture sono
trasformate in uffici territoriali del governo; il prefetto preposto a tale ufficio nel capoluogo della regione
assume anche le funzioni di commissario del governo
Articolo 1 - Nessuna denominazione può essere attribuita a nuove strade e piazze pubbliche senza
l'autorizzazione del prefetto o del sottoprefetto, udito il parere della regia deputazione di storia patria, o,
dove questa manchi, della società storica del luogo o della regione.
Articolo 2 - Nessuna strada o piazza pubblica può essere denominata a persone che non siano decedute da almeno dieci anni.
Articolo 3 - Nessun monumento, lapide od altro ricordo permanente può essere dedicato in luogo
pubblico od aperto al pubblico, a persone che non siano decedute da almeno dieci anni. Rispetto al
luogo deve sentirsi il parere della regia commissione provinciale per la conservazione dei monumenti.
Tali disposizioni non si applicano ai monumenti, lapidi o ricordi situati nei cimiteri, né a quelli dedicati
nelle chiese a dignitari ecclesiastici od a benefattori.
Articolo 4 - Le disposizioni degli articoli 2 e 3, primo comma, non si applicano alle persone della famiglia
reale, né ai caduti in guerra o per la causa nazionale. È inoltre in facoltà del ministro per l'interno di
consentire la deroga alle suindicate disposizioni in casi eccezionali, quando si tratti di persone che
abbiano benemeritato della nazione.
Articolo 5 - Entro sei mesi dall'entrata in vigore della presente legge, le amministrazioni comunali
dovranno procedere alla modificazione delle denominazioni stradali ed alla rimozione dei monumenti,
lapidi od altri ricordi permanenti che contravvengano al divieto di cui agli articoli 2 e 3, fatta eccezione di
quelli la cui conservazione sia espressamente autorizzata dal ministro per l'interno ai sensi del secondo
comma dell'articolo precedente. In difetto, provvederanno i prefetti, o rispettivamente i sottoprefetti, a
spese dell'amministrazione inadempiente. In caso di rimozione di un nome recente, sarà di preferenza
ripristinato quello precedente o quello tra i precedenti che si ritenga più importante rispetto alla
topografia o alla storia.
Articolo 6 - Nulla è innovato al regio decreto-legge 1158 del 10 maggio 1923, convertito in legge con la
Legge 473 del 17 aprile 1925.»

## Situazione

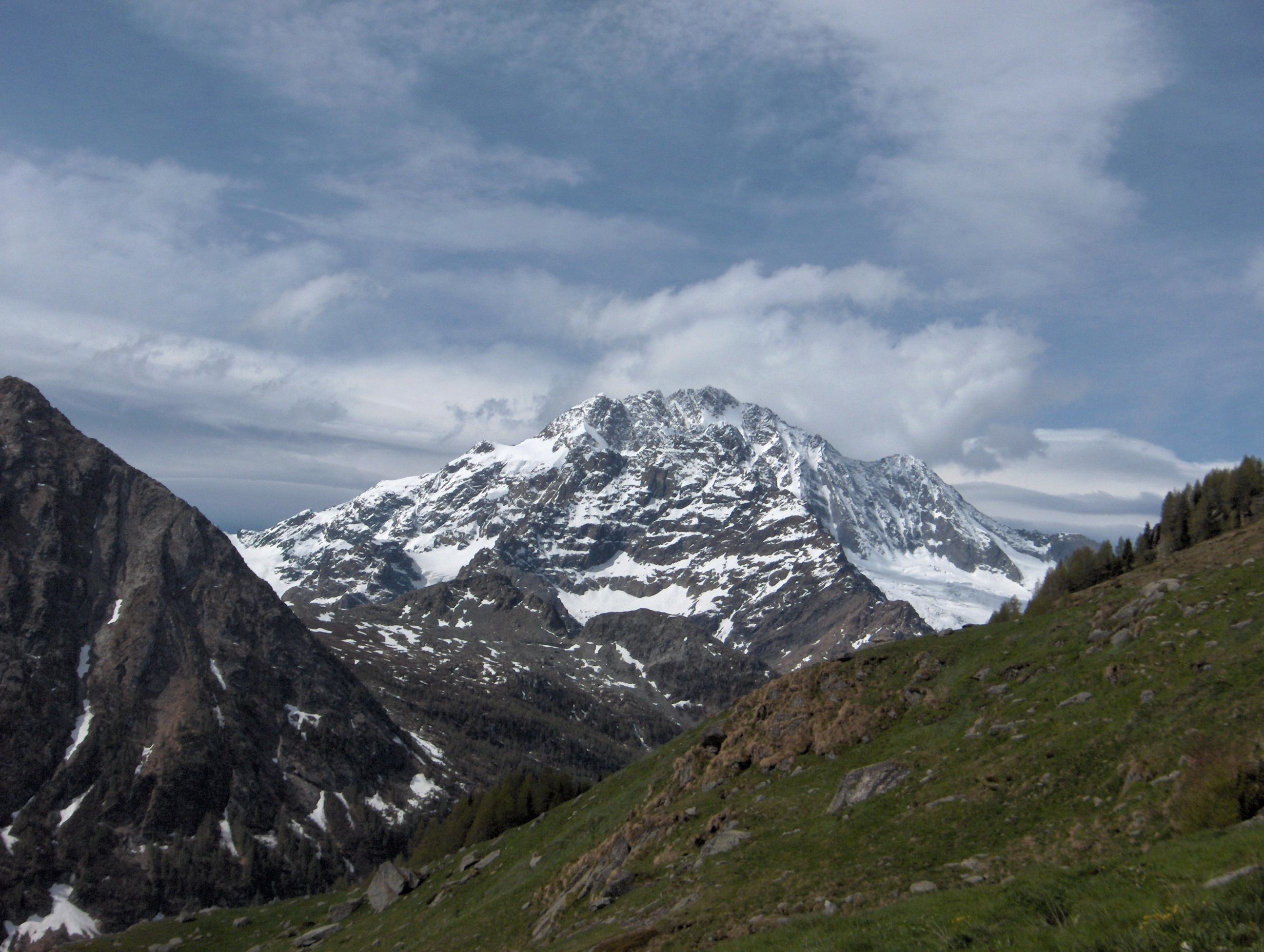
Monte Disgrazia

Una struttura specifica delle Nazioni Unite, l'United Nations Group of
Experts on Geographical Names (UNGEGN), si dedica all'applicazione della toponomastica per stabilire i nomi geografici ufficialmente riconosciuti e questo perché un toponimo si basa non solo su mappe e storie locali, ma anche su ricerche sul campo per determinare nome, lingua specifica, pronuncia, origini e significato.
La toponomastica permette di conservare la cultura locale e richiede il mantenimento di banche dati specifiche. Dati cartografici e toponomastici possono essere diffusi in vari formati compresi mappe topografiche cartacee e digitali.
Sistemi e piattaforme utilizzati possono essere:
- Tavolette 1:25.000 dell'Istituto Geografico Militare I.G.M.[12]
- Carta tecnica regionale (C.T.R.) in scala 1:5000 e 1:10.000[13]
- Mappe del Nuovo catasto terreni (N.C.T.) e del Nuovo catasto edilizio urbano (N.C.E.U.) in scala 1:2000 e 1:1000
- Stradari comunali
- OpenStreetMap
- Google Maps

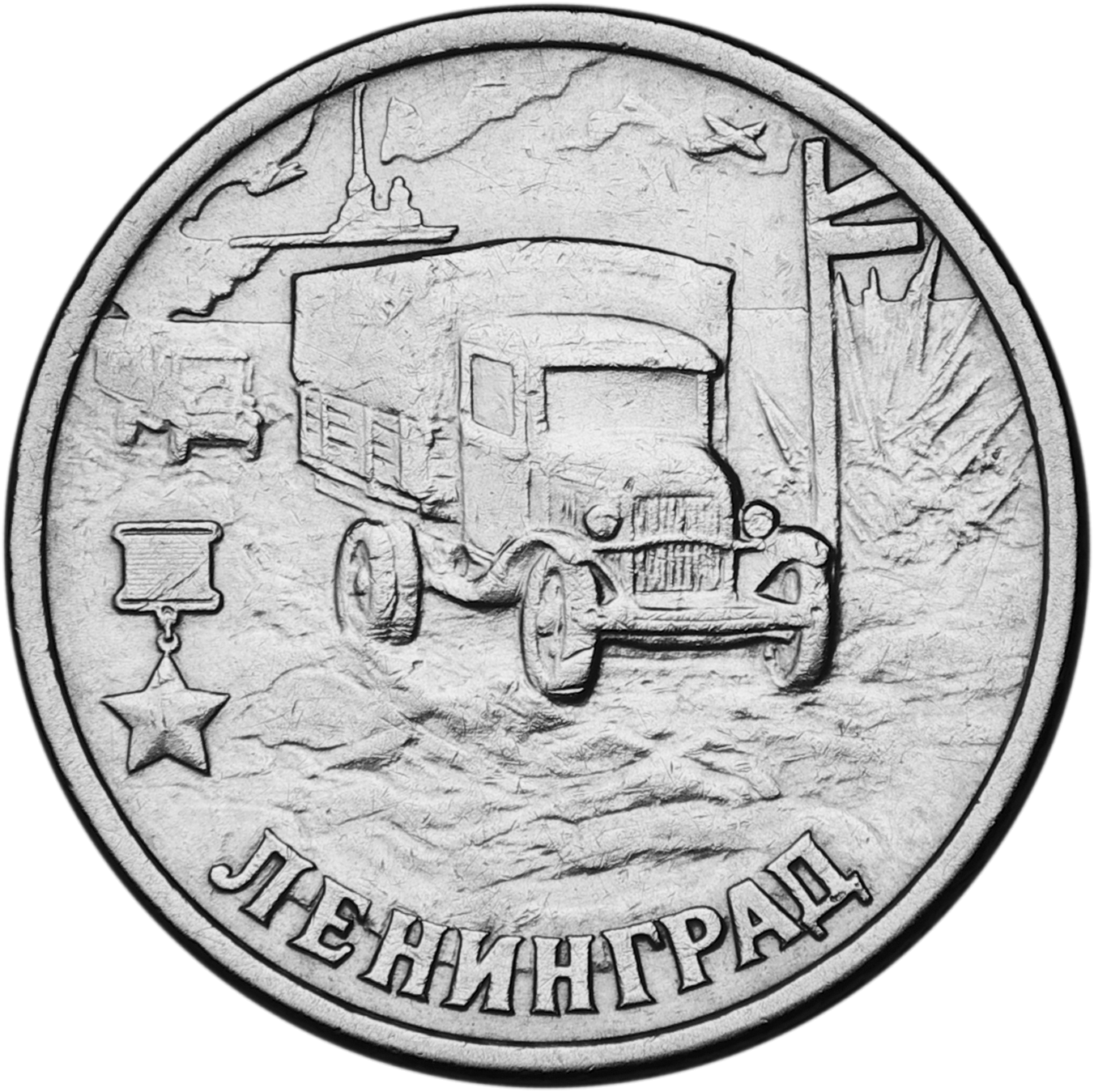
Rovescio di una moneta commemorativa russa che riporta la scritta Ленинград (Leningrado).

In senso generale la toponomastica moderna si interessa di aree occupate da insediamenti umani (nazioni, regioni, distretti, città e così via), di località dal punto di vista fisico (monti, isole, fiumi) e di ambiti particolari che possono avere a che fare con vie d'acqua, strade e anche con corpi celesti (astronomia].
A livello di organizzazioni internazionali esperti delle Nazioni Unite consigliano le autorità nazionali di evitare di attribuire nomi geografici utilizzando quello di persone decedute da poco tempo e suggeriscono in proposito di stabilire linee guida adatte. Inoltre viene fatto notare che in taluni casi il nome dato ad un luogo deriva da un atto politico che mira ad incidere sulla memoria storica (ad esempio si pensi alle mutazioni che nel tempo ha subito il nome della città di San Pietroburgo) oppure sui rapporti tra stati (in questo caso si pensi, ad esempio, al nome Macedonia, che coinvolge la regione storica e la repubblica socialista).